# Szózat
Szózat (Oproep) is een gedicht van de Hongaarse dichter Mihály Vörösmarty. Het fungeert naast het Himnusz als een tweede volkslied. Bij feestelijkheden of ceremonies wordt ten beginne het volkslied gezongen en ter afsluiting Szózat. In 1840 is het op muziek gezet door Béni Egressy. 

## Tekst
| Szózat Hazádnak rendületlenűl Légy híve, oh magyar; Bölcsőd az s majdan sírod is, Mely ápol s eltakar. A nagy világon e kivűl Nincsen számodra hely; Áldjon vagy verjen sors keze: Itt élned, halnod kell. Ez a föld, melyen annyiszor Apáid vére folyt; Ez, melyhez minden szent nevet Egy ezredév csatolt. Itt küzdtenek honért a hős Árpádnak hadai; Itt törtek össze rabigát Hunyadnak karjai. Szabadság! itten hordozák Véres zászlóidat, S elhulltanak legjobbjaink A hosszu harc alatt. És annyi balszerencse közt, Oly sok viszály után, Megfogyva bár, de törve nem, Él nemzet e hazán. S népek hazája, nagy világ! Hozzád bátran kiált: "Egy ezredévi szenvedés Kér éltet vagy halált!" Az nem lehet hogy annyi szív Hiában onta vért, S keservben annyi hű kebel Szakadt meg a honért. Az nem lehet, hogy ész, erő, És oly szent akarat Hiába sorvadozzanak Egy átoksúly alatt. Még jőni kell, még jőni fog Egy jobb kor, mely után Buzgó imádság epedez Százezrek ajakán. Vagy jőni fog, ha jőni kell, A nagyszerű halál, Hol a temetkezés fölött Egy ország vérben áll. S a sírt, hol nemzet sűlyed el, Népek veszik körűl, S az ember millióinak Szemében gyászköny űl. Légy híve rendületlenűl Hazádnak, oh magyar: Ez éltetőd, s ha elbukál, Hantjával ez takar. A nagy világon e kivűl Nincsen számodra hely; Áldjon vagy verjen sors keze: Itt élned, halnod kell. Geschreven door Mihály Vörösmarty | Letterlijke vertaling Tot jouw Vaderland zonder falen Moge jij geroepen zijn, Oh Magyar! Jouw wieg en ooit jouw graf Welk jou verzorgen en toedekken zal. In de grote wereld hierbuiten Is voor jou geen plaats Moge de hand van het lot je zegenen of slaan Hier moet je leven en sterven! Dit is de grond waar zo vaak Het bloed van jouw voorvaderen vloeide Dit, waaraan elke heilige naam Een duizend jaar is gekoppeld Hier vochten voor het Vaderland Arpad's legers Hier braken het juk Hunyadi's armen Vrijeid! Hier draagt men Jouw bebloede vaandels And sneuvelden onze besten Gedurende de lange oorlog En tussen zoveel ongeluk Na zoveel conflicten Uitgeput, maar niet gebroken Leeft het volk in dit vaderland. En thuis van volkeren, grote wereld! Roept je dapper toe: "Duizend jaar lijden eist leven of dood!" Het kan niet zijn dat zoveel harten Voor niets hun bloed verspliden En in klaagliederen werden zoveel trouwe boezems Opengescheurd voor het vaderland. Het kan niet zijn dat geest, kracht En zulk een heilige wil Voor niets wegkwijnen Onder het gewicht van een vloek; Er moet nog komen, er zal nog komen Een beter tijd, waarvoor Gretige gebeden hunkeren Van honderdduizenden de lippen. Of er komt, als er komen moet De roemrijke dood Waar boven de begrafenis Een natie wentelt in bloed En het graf, waar het volk in zinkt Omsingelen volkeren En in de ogen van miljoenen Zitten tranen van rouw. Moge jij geroepen zijn zonder falen Tot jouw Vaderland, Oh Magyar Welk jou moed geeft, en als jij faalt Bedekt het jou met zijn graf In de grote wereld hierbuiten Is voor jou geen plaats Moge de hand van het lot je zegenen of slaan Hier moet je leven en sterven! Vertaald door Levente Vervoort |